# Корнієць Ігор Васильович
Ігор Васильович Корнієць (нар. 14 липня 1967, Київ, УРСР) — радянський та український футболіст, півзахисник, тренер.

## Клубна кар'єра
Вихованець молоджної академії київського «Динамо», перший тренер — В.Шилов, у дублюючому складі цього клубу й розпоав дорослу футбольну кар'єру. У 1985—1986 роках виступав у фарм-клубі киян, ірпінському «Динамо». У 1988 році дебютував у стартовому складі «Динамо», але, зігравши 13 матчів у Вищій лізі, не зміг закріпитися в команді. Потім захищав кольори запорізького «Металургу» та донецького «Шахтаря». У футболці «гірників» провів 24 поєдинки. У 1992 році виїхав до Польщі, де став гравцем познанського «Леха». Але вже через рік повернувся в Україну. Спочатку захищав кольори одеського «Чорноморця». У 1994 році Корнієць у складі «Чорноморця» виграв Кубок України, забивши м'яч у серії післяматчевих пенальті. У 1995 році перейшов у «Ротор» (Волгоград), в складі якого виступав у фіналі кубку Росії. Переможець визначався в серії пенальті, але Корнієць виявився єдиним з 16 футболістів, які били одинадцятиметрові, але став єдиним, хто схибив з позначки, і «Ротор» програв матч. Потім захищав кольори тульського «Арсенала». Також виступав в аматорському клубі «Сигнал» (Одеса), а завершив кар'єру в клубі «Олімпія ФК АЕС».

## Тренерська діяльність
Ще будучи гравцем «Олімпії ФК АЕС» виконував у клубі також і тренерські функції. У 2003—2005 роках працював скаутом у харківському «Металісті», а потім допомагав тренувати другу команду харків'ян. Згодом працював у тренерському штабі ФК «Харків».

## Досягнення
- Екстракляса
  -  Чемпіон (2): 1992, 1993

- Кубок України
  -  Володар (1): 1994

- Вища ліга чемпіонату СРСР
  -  Срібний призер (1): 1988

- Вища ліга чемпіонату України
  -  Срібний призер (1): 1995
  -  Бронзовий призер (1): 1994

- Вища ліга чемпіонату Росії
  -  Срібний призер (1): 1997
  -  Бронзовий призер (1): 1996

- Кубок Росії
  -  Фіналіст (1): 1995

- Кубок Інтертото
  -  Фіналіст (1): 1996